# Libcentro Pro
La Libcentro Pro es una liga de básquetbol de Chile disputada el segundo semestre entre equipos de las regiones de Valparaíso, Metropolitana, O'Higgins, Maule, Ñuble y Biobío.
Iniciada el año 2015 para darle continuidad deportiva a los equipos de la zona central del país, la Libcentro Pro reúne a los clubes de la Libcentro que no clasificaron a la Liga Nacional de Básquetbol, más los ocho mejores de la Libcentro B. Los cinco equipos mejor ubicados de la Libcentro Pro clasifican a la Libcentro de la próxima temporada.

## Equipos
| Equipo              | Ciudad     | Gimnasio             |
| ------------------- | ---------- | -------------------- |
| Árabe de Valparaíso | Valparaíso | Fortín Prat          |
| Arturo Prat         | San Felipe | Liceo Mixto          |
| Boston College      | Santiago   | Boston College       |
| Brisas              | Santiago   | Club Brisas          |
| Deportivo Alemán    | Concepción | Polideportivo Alemán |
| Liceo Curicó        | Curicó     | Abraham Milad        |
| Luis Matte Larraín  | Santiago   | Municipal de Pirque  |
| Municipal Santiago  | Santiago   | Boston College       |
| Palestino           | Santiago   | Estadio Palestino    |
| Sergio Ceppi        | Santiago   | Sergio Ceppi         |
| Sportiva Italiana   | Valparaíso | Fortín Prat          |
| Stadio Italiano     | Santiago   | Stadio Italiano      |

## Palmarés
| Año  | Campeón                | Subcampeón         |
| ---- | ---------------------- | ------------------ |
| 2015 | Brisas (1)             | Municipal Santiago |
| 2016 | Municipal Santiago (1) | Sportiva Italiana  |

### Campeonatos por equipo
| Club               | Campeón | Subcampeón |
| ------------------ | ------- | ---------- |
| Municipal Santiago | 1       | 1          |
| Brisas             | 1       | 0          |
| Sportiva Italiana  | 0       | 1          |